# Walter Lee

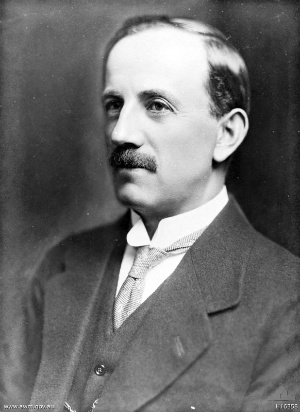
Sir Walter Lee

Sir Walter Henry Lee KCMG (* 27. April 1874 in Longford, Tasmanien; † 1. Juni 1963 in Westbury, Tasmanien) war ein Politiker der Anti Socialist Party (ASP), der Commonwealth Liberal Party (CLP), der Nationalist Party of Australia sowie zuletzt der Liberal Party of Australia, der zwischen 1916 und 1922 sowie kurzzeitig 1923 sowie 1934 Premierminister von Tasmanien war.

## Leben

### Abgeordneter und Oppositionsführer
Lee wurde am 30. April 1909 als Kandidat der Anti Socialist Party im Wahlkreis Wilmot erstmals zum Mitglied des Repräsentantenhauses (Tasmanian House of Assembly), dem Unterhaus des tasmanischen Parlaments, gewählt und gehörte diesem bis zu seinem Mandatsverzicht am 23. November 1946 an. Im September 1915 wurde er Oppositionsführer der aus der ASP hervorgegangenen Commonwealth Liberal Party und war als solcher Spitzenkandidat der CLP bei den Parlamentswahlen am 23. März 1916.
Bei dieser Wahl errang die CLP 35.939 Stimmen (48,23 Prozent) und stellte somit 15 Mandate im 30-köpfigen Parlament, während die Australian Labor Party unter dem bisherigen Premierminister John Earle auf 36.118 Stimmen (48,47 Prozent) kam, aber aufgrund des Wahlsystems nur 14 Sitze stellen konnte. Ein Mandat fiel an den parteilosen Abgeordneten Joshua Whitsitt, der später von 1922 bis 1925 Mitglied des Australischen Repräsentantenhauses war und dort den Wahlkreis Darwin vertrat.

### Premierminister 1916 bis 1922
Lee wurde daraufhin am 15. April 1916 als Führer der stärksten Fraktion erstmals Premierminister Tasmaniens und bekleidete dieses Amt mehr als sechs Jahre lang bis zum 12. August 1922.
Zugleich übernahm er in seinem Kabinett am 15. April 1916 auch das Amt des Bildungsministers (Minister for Education). Gleichzeitig fungierte er vom 15. April 1916 bis zum 31. März 1922 auch als Chefsekretär des Kabinetts.
Bei den Parlamentswahlen am 31. Mai 1919 trat er als Premierminister und Spitzenkandidat der aus der CLP hervorgegangenen Nationalist Party of Australia an, die 37.677 Stimmen (55,20 Prozent) erreichte und mit 16 Mandaten über eine absolute Mehrheit im Repräsentantenhaus verfügte. Die Labor Party, die seit November 1916 unter Führung von Joseph Lyons stand, kam auf 28.286 Stimmen (41,44 Prozent) und erhielt nur noch 13 Mandate.
Für seine langjährigen Verdienste wurde Lee 1920 zunächst zum Knight Bachelor geschlagen und führte fortan den Namenszusatz „Sir“. 1922 wurde er darüber hinaus Knight Commander des Order of St. Michael and St. George.
Im Rahmen einer Kabinettsumbildung am 1. April 1922 übernahm er dann auch noch das Amt des Finanzministers (Treasurer) und übte dieses bis zum 25. Oktober 1923 aus.

### Parlamentswahl 1922, Rücktritt und Premierminister 1923
Bei den Parlamentswahlen vom 10. Juni 1922 kam es zu massiven Stimmenverlusten auf Seiten von Lees Nationalist Party von 14,25 Prozentpunkten, so dass sie mit 27.816 Stimmen (40,96 Prozent) nur noch zwölf der 30 Sitze im House of Assembly bekam. Allerdings verlor auch die Labor Party von Lyons 4,7 Prozentpunkte und erhielt bei 24.956 Stimmen (36,74 Prozent) ebenfalls zwölf Mandate. Eigentlicher Wahlsieger und aufgrund der Pattsituation Zünglein an der Waage war die 1920 neugegründete Country Party of Australia, die mit ihrem Spitzenkandidaten Ernest Blyth aus dem Stand 9.498 Stimmen (13,98 Prozent) erhielt und fünf Abgeordnete stellte. 
Obwohl Lee ein Misstrauensvotum überstand, trat er am 12. August 1922 zurück. Blyth organisierte daraufhin ein Treffen zwischen der Nationalist Party sowie der Country Party, die dazu führte, dass John Hayes von der Nationalist Party am 12. August 1922 neuer Premierminister wurde und zusammen mit der Country Party die erste Koalitionsregierung Tasmaniens bildete. In dessen Kabinett fungierte Lee als Finanz- und Bildungsminister sowie Minister für die Eisenbahnen (Minister for Railways).
Nach einjähriger Amtszeit trat Hayes am 14. August 1923 als Premierminister zurück, um einen freigewordenen Sitz im Senat einzunehmen. Daraufhin wurde Lee zum zweiten Mal Premierminister und übernahm in seinem Kabinett auch weiterhin die Ämter als Finanzminister sowie als Minister für Eisenbahnen.
Er behielt diese Ämter bis zu seiner Ablösung durch Joseph Lyons am 25. Oktober 1923, nachdem kurz zuvor ein von der Labor Party initiiertes Misstrauensvotum gegen Lee erfolgreich verlaufen war.

### Gründung der Liberal Party (Lee) und Wahlen 1925 und 1928
Nachdem Lee anschließend aus der Nationalist Party ausgetreten war, verblieb er zunächst als Parteiloser im House of Assembly. Bei der Parlamentswahl vom 3. Juni 1925 trat er mit einer eigenen Partei, der Liberal Party (Lee), an und wurde auf Anhieb drittstärkste Kraft. Bei dieser Wahl erhielt die Labor Party unter Premierminister Lyons 36.631 Stimmen (48,47 Prozent) und verfügte nach einem Zugewinn von 11,73 Prozentpunkten mit 16 Sitzen über eine absolute Mehrheit. Die Nationalist Party, die nunmehr von Edward Hobbs geführt wurde, verlor hingegen 11,93 Prozentpunkte und stellte mit 21.932 Stimmen (29,02 Prozent) nur noch sieben Parlamentarier. Lees Liberale kamen aus dem Stand auf 7815 Stimmen und stellten damit vier Abgeordnete im 30-köpfigen Repräsentantenhaus.
Bei der Parlamentswahl vom 30. Mai 1928 wechselten die Kandidaten der Liberal Party Lees wieder zu der von John McPhee geführten Nationalist Party, die 37.432 Stimmen (42,2 Prozent) erhielt und 15 Abgeordnete stellte. Die Labor Party von Premierminister Lyons kam zwar auf 41.829 Stimmen (47,15 Prozent), stellte aber aufgrund des bestehenden Wahlrechts nur 14 Abgeordnete. Daraufhin wurde McPhee am 15. Juni 1928 Nachfolger von Lyons als Premierminister.
In dessen Kabinett wurde Lee am 15. Juni 1928 Landwirtschaftsminister (Minister for Agriculture) und bekleidete dieses Ministeramt bis zum 23. März 1932. Gleichzeitig war er vom 15. Juni 1928 bis zum 15. März 1934 Minister für Besiedlungsverdichtung und Soldatenansiedlung (Minister for Closer and Soldier Settlement) sowie zeitgleich auch Minister für Ländereien und öffentliche Arbeiten (Minister for Lands and Works).

### Premierminister 1934
Nachdem Premierminister McPhee am 14. März 1934 aus gesundheitlichen Gründen zurückgetreten war, wurde Lee am 15. März 1934 dessen Nachfolger und übernahm somit zum dritten Mal das Amt des Premierministers von Tasmanien. In seinem Kabinett übernahm er wiederum das Amt des Finanzministers und fungierte zusätzlich auch als Minister zur Verwaltung der Landwirtschaftsbank (Minister administering the Agricultural Bank) sowie als Minister zur Verwaltung des Wasserenergieministeriums (Minister administering the Hydro-Electric Department).
Bei den darauf folgen Wahlen am 9. Juni 1934 erzielte die Nationalist Party unter Lee 54.549 Stimmen (46,72 Prozent) und verlor somit 9,68 Prozentpunkt, so dass sie nur noch 13 statt 19 Abgeordnete stellen konnte. Die Labor Party kam nunmehr auf 53.454 Stimmen (45,78 Prozent) und gewann somit 10,85 Prozentpunkte hinzu, so dass sie aufgrund des bestehenden Wahlrechts nun 14 Abgeordnete stellen konnte. Drei Mandate entfielen auf Parteilose, von denen George Carruthers die Labor Party unterstützte. Dadurch wurde Ogilvie am 22. Juni 1934 neuer Premierminister des Bundesstaates.
Lee übernahm nach der Wahlniederlage abermals die Funktion des Oppositionsführers und bekleidete diese bis zu seiner Ablösung durch Henry Baker im Juli 1936. Er blieb danach auch weiterhin Mitglied des House of Assembly, ehe er am 23. November 1946 nach mehr als 37-jähriger Parlamentszugehörigkeit sein Mandat niederlegte.